# Podtureň
Podtureň (hongrois : Pottornya) est un village de Slovaquie situé dans la région de Žilina.

## Histoire
La première mention écrite du village date de 1345.

## Démographie

### Évolution de la population
| Année:               | 1994. | 2004.    | 2014.    | 2024.   |
| -------------------- | ----- | -------- | -------- | ------- |
| Nombre de personnes: | 433   | 514      | 1014     | 1055    |
| Différence:          |       | +18,70 % | +97,27 % | +4,04 % |

| Année:               | 2023. | 2024.   |
| -------------------- | ----- | ------- |
| Nombre de personnes: | 1063  | 1055    |
| Différence:          |       | -0,75 % |